# Smerovišće
Smerovišće is een plaats in de gemeente Samobor in de Kroatische provincie Zagreb. De plaats telt 134 inwoners (2001).